# Eleonora af Portugal
Eleonora af Portugal (født 1211, død 28. august 1231) var en portugisisk prinsesse, datter af Alfons 2., der var gift med Valdemar den Unge af Danmark. Hun var dronning af Danmark fra 1229 og indtil sin død i 1231.
Eleonora døde i barselsseng d. 28. august 1231, men led desuden af cancer. Hendes eneste barn blev ikke mere end omkring ½ år gammel.